# Wish You Were Here (альбом Badfinger)
Wish You Were Here — сьомий студійний альбом англійської групи Badfinger, який був випущений у листопаді 1974 року.

## Композиції
1. Just a Chance — 2:58
2. You're So Fine — 3:03
3. Got to Get Out of Here — 3:31
4. Know One Knows — 3:17
5. Dennis — 5:15
6. In the Meantime/Some Other Time — 6:46
7. Love Time — 2:20
8. King of the Load (T) — 3:32
9. Meanwhile Back at the Ranch/Should I Smoke — 5:18

## Склад
- Піт Хем: гітара, клавішні, вокал
- Джої Моленд: гітара, вокал
- Том Еванс: бас, вокал
- Майк Гіббінс: ударні, вокал

## Чарти
| Чарт (1974)       | Найвища позиція |
| ----------------- | --------------- |
| США Billboard 200 | 148             |